# Закревський Гнат Платонович
Закревський Гнат Платонович (*9 грудня 1839 — †9 березня 1906) — правознавець, дипломат, правник, таємний радник, сенатор Російської імперії українського походження.

## Життєпис
Народився 9 грудня 1839 року у с. Березова Рудка, нині — Пирятинського району Полтавської області. Син громадського діяча, поміщика Платона Закревського. Закінчив у 1861 році Імператорське училище правознавства (м. Санкт-Петербург). Того ж року вступив на службу до Міністерства юстиції, але незабаром виїхав на два роки за кордон для продовження юридичної освіти. Слухав лекції у Берлінському та Ґейдельберзькому університетах, у Парижі (Сорбонна, Коледж де Франс).
Після повернення, протягом 1864—1866 років служив у Полтавському і Чернігівському губернських земських зібраннях. Гнат Платонович досяг великих успіхів у юриспруденції. З 1867 року він — дільничний мировий суддя у Петербурзі. У 1874—1875 роках був обер-прокурором Міністерства юстиції, товаришем голови Петербурзького окружного суду. З 1876 року — голова Варшавського окружного суду. У 1881—1882 роках — прокурор Казанської, а у 1882—1894 роках — Харківської судових палат. З 1894 року — в Урядуючому сенаті: обер-прокурор 1-го департаменту, сенатор 2-держдепартаменту. Його приймали в найкращих домах Європи. Перебував на дипломатичній службі в Єгипті. У 1899 році звільнений у відставку.

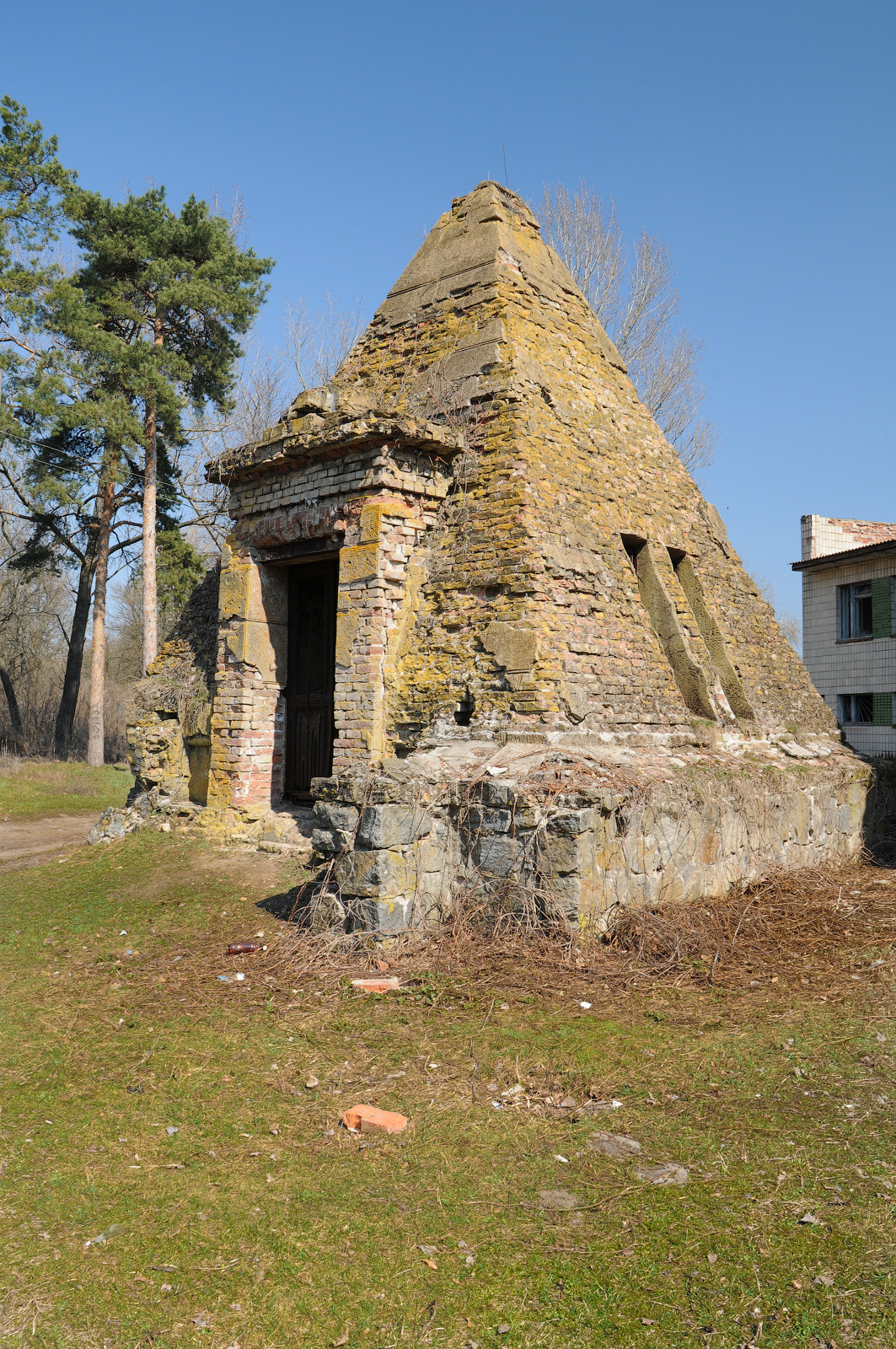
Піраміда-мавзолей у Березовій Рудці

Гнат Платонович був членом масонської ложі. Під цим впливом він у сімейному маєтку — с. Березова Рудка побудував 1899 року над родинним склепом своїх предків, що розміщувався біля Святотроїцької церкви, усипальницю у вигляді піраміди-каплиці (вхід до якої прикрашали родинний герб і хрест), увіковічнивши цим свій знаменитий рід. Піраміда у Березовій Рудці — одна з трьох європейських пірамід (друга збудована, імовірно, у 1877 році також на Полтавщині — в с. Комендантівка, тепер Кобеляцького району, а третя — в Італії, в Римі, й датується 18—12 роками до н. е.).
Помер 9 березня 1906 року у Каїрі (Єгипет). Похований у родовій усипальні Закревських. Після ревролюції 1917 року перепохований на кладовищі с. Березова Рудка.

## Родина
Мав сина Платона (помер у 1916 році), три доньки: близнючок Ганну (у шлюбі Кочубей) і Аллу (Олександру), у шлюбі — фон Енгельгардт, прабабусю Ніка Клегга, лідера ліберально-демократичної партії Великої Британії, а також Марію (для близьких — Мура). Остання відома як авантюристка, її вважали агенткою трьох світових розвідок і називали не інакше як «червона Мата Харі». Її життя було надзвичайно бурхливим: спочатку графиня (перший чоловік — граф Іван Бенкендорф), потім баронеса (другий чоловік — барон Микола Будберг), муза пролетарського письменника Максима Горького, котрий саме їй присвятив свій останній роман «Життя Клима Самгіна», згодом — громадянська дружина відомого англійського фантаста Герберта Уеллса. Після смерті Марії Закревської Ніна Берберова написала про неї книгу «Залізна жінка».

## Праці
Автор кількох книг, а також низки статей з питань правосуддя, історії суду, суду присяжних, судового права за кордоном тощо, зокрема — «Про охорону спадків і практику петербурзьких мирових суддів у справах охоронних» (1872), «Про охорону спадків на Заході» (1873), «Прусська магістратура й наша» (1880), «Про бажані зміни в судових статутах» (1882), «Про ревність у суспільстві» (1883), «Судова реформа в Болгарії» (1884), «З приводу резюме голови суду» (1887), «Про вчення кримінально-антропологічної школи» (1893), «Про сучасне і майбутнє суду присяжних» (1897) та ін., надрукованих у петербурзьких галузевих періодичних виданнях — «Журнале гражданского и уголовного права» (1872—1887) і «Журнале Министерства юстиции» (1894—1903).